# Robinson Club
Robinson Club — немецкая туристическая компания, владелец сети отелей по всему миру, часть концерна TUI.
Основана в 1970 году как подражание французской клубной системе отдыха Club Med.
Штаб-квартира расположена в Ганновере.

## Отели
В настоящее время клубы системы Robinson Club находятся в Европе (Австрия, Германия, Греция, Испания, Италия, Португалия, Швейцария, Турция) и в Африке (Египет, Марокко, Тунис).